# Белбез
Белбез (фр. Belbèse) насеље је и општина у јужној Француској у региону Миди Пирене, у департману Тарн и Гарона која припада префектури Кастелсаразен.
По подацима из 2011. године у општини је живело 128 становника, а густина насељености је износила 35,07 становника/km². Општина се простире на површини од 3,65 km². Налази се на средњој надморској висини од 169 метара (максималној 208 m, а минималној 94 m).

## Демографија
| 1962. | 1968. | 1975. | 1982. | 1990. | 1999. | 2011. |
| ----- | ----- | ----- | ----- | ----- | ----- | ----- |
| 75    | 76    | 64    | 65    | 58    | 61    | 128   |

График промене броја становника у току последњих година